# Paul Thol
Paul Thol (* 10. Januar 1887 in Magdeburg; † 3. August 1956 in Lüdenscheid) war ein deutscher Maler und Restaurator.

## Leben
Paul Thol war der Sohn des Magdeburger Kaufmanns Joseph Thol. Von 1901 bis 1904 machte er eine Lehre als Dekorationsmaler und parallel bis 1905 erste Studien an der Kunstgewerbeschule Magdeburg. Unterbrochen von einem zweijährigen Militärdienst, folgte 1908 der Umzug nach Berlin, eine praktische Arbeit als Dekorationsmaler und von 1909 bis 1912 ein weiteres Studium an der Unterrichtsanstalt des Kunstgewerbemuseums Berlin bei Franz Seck und Max Kutschmann. Hier war er bereits ab 1910 ein Meisterschüler bei Kutschmann. Durch dessen Protektion wurde er an der Schule Lehrer für die Dekorationsmaler und Denkmalpfleger.
Im Ersten Weltkrieg wurde Paul Thol 1916 eingezogen, sein Dienst war der eines Künstlerischen Beirates bei einer Kriegsgräber-Inspektion des preußischen Kriegsministeriums. Nach der 1918 erfolgten Entlassung aus der Armee war er wieder als Dekorationsmaler tätig, wurde dann Honorarlehrer an der Kunstgewerbeschule.
Er war Mitarbeiter von Max Kutschmann an zahlreichen, meist kirchlichen Bauten und in verschiedensten Kunsthandwerksbereichen.
Im Oktober 1933 erfolgte die Berufung von Paul Thol als außerordentlicher Professor an die Vereinigten Staatsschulen für freie und angewandte Kunst und im März 1939 wurde er ordentlicher Professor. Neben der Leitung der Denkmalsklasse und der für dekorative Malerei oblag ihm auch die Leitung der Werkstatt für Denkmalpflege. Er war Mitglied der Reichskammer der bildenden Künste in Berlin.
Während des Zweiten Weltkrieges war Paul Thol ab 1943 als Reichskunstwart der kirchlichen Denkmalpflege nach dem Einsetzen der alliierten Bombenangriffe der Koordinator der Schutzmaßnahmen. Er entschied über die Auslagerung der Kunstwerke aus den Kirchen.
Seine Nähe zum Nationalsozialismus verhinderte nach dem Krieg die Rückkehr in den Schuldienst, er widmete sich dem Wiederaufbau von Kirchen in Brandenburg, so wurden von ihm etwa mehrere Glasfenster für St. Peter und Paul (Brandenburg an der Havel) gestaltet. Ab 1948 verlegte Thol seinen Wohnsitz nach Gelsenkirchen. Hier war er beim Wiederaufbau der Städte Gelsenkirchen und Hagen leitend tätig, wie auch bei den Kirchen in Gladbeck, Lüdenscheid oder Eisbergen. Paul Thol verstarb, während er in einer Lüdenscheider Kirche Ausmalungsarbeiten ausführte.

## Werke
- Dorfkirche Schmargendorf, 1937/39
- Ev. Lutherkirche, Altena, 1938: Gewölbemalerei, 2007 restauriert[2]
- Bemalung der Emporenbrüstung in der Sophienkirche Brüssow nach Angaben von Pfarrer Albrecht Schönherr im Sinne der Bekennenden Kirche, 1939–1942[3]
- Dorfkirche Ruhlsdorf[4]
- Evangelische Pfarrkirche Finow[5]
- Dom St. Peter und Paul in Brandenburg[6]
- Evangelische Kirche Volmerdingsen, 1949[7]
- Bleiglasfenster, 1951, Evangelisch-lutherische Johanniskirche in Hagen[8]
- Evangelische Christuskirche Bocholt, 1952–1954[9]
- Evangelische Kirche Eisbergen, 1953
- Evangelische Kirche Neuenrade, 1953
- Ev. Christuskirche, Lüdenscheid, 1955: Innenausmalung